# Soyuz TMA-11

## Tripulación

### Tripulantes que despegaron y aterrizarán de laEEIExpedición 16
- Yuri Malenchenko (4) Comandante de la Soyuz, Ingeniero de Vuelo de la EEI -  Rusia
- Peggy Whitson (2) Ingeniero de Vuelo Soyuz, Comandante de la EEI -  Estados Unidos

### Despegaron
- Sheikh Muszaphar Shukor (1) Turista espacial[1][2] -  Malasia (aterrizó en la Soyuz TMA-10)

### Aterrizará
- Ko San (1) Cosmonauta investigador -  Corea del Sur (se lanzará en la Soyuz TMA-12)

## Tripulación de reserva
- Salizhan Sharipov  Comandante -  Rusia
- Michael Fincke  Ingeniero de Vuelo -  Estados Unidos
- Faiz Khaleed Turista espacial[1] -  Malasia
- Yi So-yeon Cosmonauta investigador --  Corea del Sur